# Филин
Фи́лин (лат. Bubo bubo, ст.-рус. пугач— буквально «пугающий, страшный») — вид хищных птиц из семейства совиных, один из наиболее крупных представителей отряда совообразных. Наиболее характерные черты включают в себя массивное «бочкообразное» телосложение, рыхлое оперение с преобладанием рыжеватых и охристых оттенков, ярко-оранжевые глаза и пучки удлинённых перьев над ними (так называемые «перьевые уши»). Международный союз орнитологов выделяет у филина 16 подвидов.
Распространён в лесных горных и степных районах Евразии, где имеется достаточная кормовая база и труднодоступные места для гнездования. Приспосабливается к самым разнообразным биотопам. Не сторонится человека и иногда (чаще в Западной Европе) селится в городской черте. Оседлая птица.
Охотится на зайцев, грызунов, ежей, ворон, водоплавающих и куриных, а также на многих других позвоночных. Ориентируется на массовую, легкодоступную добычу, при необходимости легко переключается с одного вида корма на другой. К гнездованию приступает один раз в год зимой или ранней весной, когда земля ещё покрыта снежным покровом. Яйца откладывает в небольшую ямку в грунте, в качестве укрытия часто используя низкие ветки ели, нагромождения из камней и поваленных стволов, расщелины и вымоины. Охотно занимает уступы и ниши на скальных выходах и обрывах  на крутых склонах гор и речных долин. Очень редко филин может использоваться в качестве ловчей птицы. Окрас и размер зависит от подвида. Например западносибирский подвид B.b. sibiricus имеет почти полностью белый основной фон оперения, а европейский подвид B.b. bubo  окрашен в наиболее темные тона.

## Описание

### Внешний вид
Крупная хищная птица, размерами уступает беркуту, но немного крупнее белой совы. Ряд источников называют его самым крупным представителем отряда совообразных, однако это не совсем верно: рыбный филин в среднем несколько массивнее обыкновенного, а размеры тела бородатой неясыти немного больше. По данным российских источников, длина птицы составляет 60—75 см, размах крыльев 160—190 см, масса самцов 2,1—2,7 кг, масса самок 3,0—3,2 кг. Для сравнения, у занимающего аналогичную экологическую нишу в Северной Америке виргинского филина масса наиболее крупных подвидов не превышает 2 кг. В соответствии с правилом Бергмана, размеры тела особей в популяциях уменьшаются с севера на юг: например, масса птиц, обитающих в Африке и на Ближнем Востоке, примерно на 20 % меньше массы птиц, распространённых в Северной и Западной Европе.
В полевых условиях определение пола птицы может вызвать затруднение. Помимо общих размеров, половой диморфизм также проявляется в форме характерных для птицы «перьевых ушей»: у самцов они более выпрямленные, чем у самок; однако это хорошо заметно лишь с близкого расстояния и при хорошей видимости. Торчащие по сторонам удлинённые перья головы, которые многие ошибочно принимают за уши, помогают птице сливаться с окружающей средой во время дневного отдыха. Общее телосложение филина коренастое, почти «бочкообразное». Оперение мягкое и рыхлое, что способствует бесшумному полёту. Формула крыла для филина такова: III = IV — II — V. В пёстрой расцветке хорошо выделяются рыжие и охристые тона, однако общий тон окраски подвержен существенной изменчивости в разных частях ареала. Он варьирует от ржавого и буровато-чёрного в Европе и Китае до серовато-охристого и кремового в Сибири и Средней Азии. Чёрные продольные пестрины, которыми густо покрыты голова, спина и плечи, характерны для северных форм. В нижней части тела узор представлен в форме каплевидных пятен на груди и тонкой поперечной ряби на брюхе.
Цевка и пальцы оперённые, что также является одним из диагностических признаков (у рыбного филина пальцы голые). Сидящая птица обычно держит туловище прямо, однако при крике выгибает его вперёд и приподнимается на выпрямленных ногах.

### Голос
Филин обладает мощным голосом и сложным репертуаром. Вокализация подвержена индивидуальной изменчивости, вследствие чего её функциональное предназначение не всегда ясно. Наиболее часто присутствие поблизости птицы выдаёт её низкое двусложное уханье с ударением на первом слоге, которое в тихую погоду можно услышать на расстоянии до 2—4 км. В отличие от аналогичного крика рыбного филина, а также длиннохвостой и бородатой неясытей, звуки, издаваемые обыкновенным филином, более слитные, без паузы между слогами. В большинстве случаев уханье ассоциируется с призывными криками самца, хотя самки также способны издавать аналогичные звуки, но чуть более высокие и более отчётливо двусложные. Иногда можно услышать перекличку самца и самки. Наибольшая голосовая активность проявляется в брачный период (на северо-западе России с февраля до конца апреля), в меньшей степени во время распада выводков (в августе — сентябре). Сигнал умеренного беспокойства у филина — глуховатый, довольно высокий крик «вау» или «уау». Сигнал значительного беспокойства и тревоги — быстрый энергичный «хохот», состоящий из четырёх-пяти слогов. Среди издаваемых звуков также различают «плач», гудение и заунывные крики.

### Линька
Перья у филина периодически сменяются по мере износа. Линька происходит поэтапно, первая начинается через год после вылупления (сменяется часть оперения на туловище и кроющие перья). На следующий год происходит смена трёх маховых перьев на каждом крыле и трёх рулевых перьев на хвосте, а ещё через год сменяются два или три маховых пера. В последний год линьки происходит смена оставшихся перьев. Еще одна линька происходит в возрасте от 6 до 12 лет в период с июня по октябрь после завершения сезона размножения. В её течение каждый год сменяется от шести до девяти маховых перьев. Процесс линьки, длящийся несколько лет, повторяется на протяжении всей жизни птицы.

## Распространение

### Ареал
Филин — один из наиболее распространённых палеарктических видов сов. Он обитает почти на всей территории Евразии от западных границ до Сахалина, южных Курильских островов и побережья Охотского моря. Отсутствует в лесотундрах, тундрах, на полуостровах Индостан и Индокитай, в Великобритании, Ирландии и на большинстве островов Средиземного моря. В Западной Европе область распространения филина резко сократилась в XIX—XX веках: он полностью исчез в странах Бенилюкса и Дании, а также на большей части Франции и Германии. В Северной Африке филин встречается к югу примерно до 15-й параллели.

### Места обитания
Филин встречается на самых разнообразных ландшафтах: от северной тайги до окраин пустынь, однако ему требуются подходящие укромные места для отдыха и размножения. В частности, благоприятные условия обитания складываются на поросших лесом скалистых склонах, среди россыпей камней, на сильно пересечённой местности с обилием холмов и оврагов. Птица также неплохо приспосабливается к верховым моховым болотам, глубоким долинам рек, редколесьям, вырубкам, гарям и лесным свалкам. Избегает сплошного сомкнутого леса, но охотно селится на его окраинах и опушках, а также в небольших рощах посреди открытых пространств. Другим определяющим фактором для выбора места обитания является изобилие дичи размером с зайца или достаточно крупной утки в гнездовой период. Сова охотится не только в пределах гнездового участка, но и в окрестностях, часто на безлесых ландшафтах: например, в голой степи, на вересковой пустоши, возделываемом поле, весеннем разливе. По данным наблюдений в Южной Корее, площадь кормовой территории филина в этой стране в среднем оценивается в 27,8 км², что примерно соответствует данным аналогичных исследований в других странах. Является осёдлой птицей, обычно всю жизнь проводит на одной территории.

Филин не боится человека, хотя выбранные им биотопы в большинстве случаев расположены в стороне от населённых пунктов и дорог. Изредка птица всё же селится на фермах и даже в парковой зоне крупных городов: например, в 2012 году сообщалось как минимум о семи парах филинов, живущих в городской черте Хельсинки. Широкую известность получил инцидент на местном Олимпийском стадионе в 2007 году, когда во время футбольного матча между сборными Финляндии и Бельгии севшая на поле птица стала причиной кратковременной остановки игры. Филин довольно часто встречается в горах до верхней границы леса: в Альпах до 2100 м, на Кавказе до 2700 м, в Восточном Памире до 4100—4200 м, на Памиро-Алае до 4300 м, в Тибете до 4700 м над уровнем моря.

## Питание

### Добывание корма
Способ добывания корма схож у всех птиц рода Bubo, за исключением белой совы. Это преимущественно ночные охотники, хотя в зимний или пасмурный день они могут вылететь на поиски пищи и в светлое время суток. Филин активен преимущественно ночью в первые несколько часов после захода солнца и в последние несколько часов перед восходом. Иногда активность филина проявляется днём, но чаще всего перелёты с одного места на другое в светлое время суток связаны с тем, что сову беспокоят или вытесняют с насиженного места люди или стайные птицы, такие как вороны. Во время охоты птица чередует непродолжительный (до 100 м) порхающий полёт низко над поверхностью земли или воды с таким же непродолжительным полётом на большой высоте, с которой высматривает добычу. Приметив потенциальную жертву, хищник бросается на неё камнем и вонзает когти. Колониальных птиц — гагу, тупика — бьёт на гнезде. Также может атаковать и в воздухе: в сборнике «Птицы России и сопредельных регионов» описывается наблюдение, как филин щёлканьем клюва вспугнул отдыхающих ворон и тут же на взлёте схватил одну из них. За рыбой ныряет примерно как скопа, полностью или частично погружаясь в воду. Мышевидных грызунов и небольших птиц хищник заглатывает целиком, более крупную дичь расчленяет на кусочки, которые заглатывает вместе с шерстью и потрохами. За оставшимся мясом прилетает в следующую ночь. С ежей перед употреблением в пищу снимает кожу с иголками, но иногда заглатывает прямо с ними. Предпочитает охотиться на опушках и других открытых пространствах.

### Рацион
Филин охотится на различных позвоночных животных, среди которых преобладают некрупные млекопитающие и птицы. Рацион шире, чем у любой другой совы: только на северо-востоке Греции среди погадок были выявлены остатки 59 видов млекопитающих и 35 видов птиц. Птица охотно переключается с одного корма на другой, ориентируясь на массовость того или иного биологического вида. Эта особенность уменьшает её зависимость от колебания численности какого-то одного животного, равно как и не отражается на популяции редких видов. Время от времени переключается на ловлю рыбы, земноводных, рептилий и даже насекомых, хотя в целом их доля в общем объёме пищи невелика. При содержании в неволе взрослый филин съедает в день 200—300 г. мяса летом и 300—400 г. зимой, молодой около 450—500 г. В Европе жертвами птиц чаще всего становятся широко распространённые и многочисленные животные: серая крыса, обыкновенная и водяная полёвки, обыкновенный ёж и дикий кролик.

#### Грызуны
Грызуны составляют наиболее многочисленную (до 130 видов) долю млекопитающих, на которых охотятся филины. Во многих районах Франции, Бельгии, Италии и Румынии, а также в Ливане существенную долю рациона составляют относительно крупные серые крысы. Охотятся они и на чёрных крыс, но в меньшем количестве. В Германии, а также Восточной и Северной Европе в рационе филина преобладают полёвки, особенно обыкновенная и тёмная.
В Восточных Альпах, где климат близок к субарктическому, до 90 % всей добычи составляет снеговая полёвка. Полёвки, а также лемминги преобладают в рационе птиц, обитающих в таёжных широтах Скандинавии и на севере России, где биологическое разнообразие значительно беднее, чем в Средней Европе. В этих районах в дополнение к перечисленным видам птицы добывают полёвку-экономку, водяную, красно-серую и узкочерепную полёвок, норвежского лемминга. В Сибири немаловажное значение в питании птиц имеет степная пеструшка, на Дальнем Востоке — красно-серая и большая полёвки. В Тибетском нагорье (Китай) основной объект охоты — полёвка-экономка. В Испании в периоды сокращения численности зайцев до половины всей добычи приходится на лесную и алжирскую мышей, в Румынии и Болгарии одна из наиболее частых добыч — хомяки: обыкновенный и Ньютона. Местами в северной Италии, Восточной Европе и Передней Азии в рационе филинов встречаются сони: полчок, садовая и орешниковая.
В степных и полупустынных районах Малой и Средней Азии, а также Ближнего Востока крыс, хомяков и полёвок заменяют земляные зайцы, слепушонки, карликовые и малые песчанки, а также толстохвостые тушканчики. Например, в Западном Казахстане в пределах Прикаспийской низменности и полуострова Мангышлак большую часть добычи составляют большой и малый тушканчики, краснохвостая и большая песчанки, обыкновенная слепушонка; в Монголии — тушканчик-прыгун и хомячок Кэмпбелла, в российском Забайкалье — барабинский хомячок. Филины, как правило, выбирают наиболее многочисленную дичь, сконцентрированную на небольшом участке открытого пространства. По этой причине, например, серые крысы, обитающие тысячами на свалках, становятся жертвой гораздо чаще, чем домовые мыши, которые прячутся в жилых домах. Белки, сурки и суслики активны в светлое время суток и по этой причине тоже малодоступны для филина, который охотится ночью и в сумерках. Крупные грызуны тарбаган, ондатра и нутрия изредка, но всё же иногда также попадают в лапы пернатого хищника.

#### Зайцеобразные
Зайцевые, также, как и грызуны, играют существенную роль в кормовой базе филина. В годы высокой численности дикого кролика в Западном Средиземноморье и Франции он становится основной жертвой хищника. Например, во внутренних районах Пиренейского полуострова количество съеденных кроликов может превышать 70 % от всей добычи. На этом же полуострове филины охотятся на иберийского зайца, размеры которого более чем вдвое превышают размеры кролика. В Северной и Восточной Европе, а также в Сибири кролика и иберийского зайца заменяют заяц-русак и заяц-беляк, которые считаются одними из наиболее крупных животных, на которых охотятся филины. Биологи отмечают, что охота на взрослую особь беляка даётся ему с заметным трудом. Несмотря на это, даже относительно редкая удачная охота ощутимо отражается на объёме: так, в Финляндии количество беляков не превышает 5,3 % от всей добычи, хотя их биомасса составляет около 56,2 % от суммарного объёма среди всех животных. В Швейцарских Альпах, где сохранился небольшой участок ареала беляка, это животное попадает в лапы пернатого хищника в 28,3 % случаев. В юго-западной Турции, Чехии, Словении, Нидерландах, Баварии и равнинных районах Австрии филины в больших количествах ловят русака.
Иногда зайцы могут иметь столь важное значение, что колебание их численности непременно отражается на численности филинов. Если в западной части страны[какой?] совы в основном охотятся на беляка и русака, то в полупустынях и горных районах Азии эту нишу занимает заяц-толай. В Монголии филин добывает даурскую пищуху, в горах Тибета черногубую и ганьсуйскую пищух, на Памире большеухую пищуху.

#### Другие млекопитающие
Многие источники акцентируют внимание на такой неудобной дичи, как ежи, чья колючая защита, однако, не спасает от нападения филина. Известно как минимум 8 видов ежовых, на которых охотятся хищники. В российском Ставрополье представители семейства в отдельные годы могут составлять более 70 % всего объёма кормов. Обыкновенный ёж часто становится добычей в Дании, Швейцарии, Австрии и южной Германии. В Монголии в лапы птицы нередко попадается даурский ёж, в Греции и Чехии — восточноевропейский ёж (в ряде публикаций вид Erinaceus roumanicus), в Сирии и Казахстане — ушастый ёж. Второстепенное значение в диете филина имеют кроты, землеройки и летучие мыши.
Млекопитающие-хищники изредка также становятся добычей филина. Среди них много представителей семейства куньих размером от ласки до куницы, а также детёныши более крупных выдры и барсука. Имеются сообщения о нападении филина на обыкновенную и другие виды лисиц, енотовидную собаку, египетского мангуста, гималайскую цивету. Жертвой птицы могут стать домашние кошки и собаки некрупных пород, а также новорожденное потомство копытных: овец, коз, кабана, европейской косули, благородного оленя.

#### Птицы
Специалисты насчитывают не менее 300 видов птиц размером от сойки до кряквы, на которых охотится филин. Наиболее крупные птицы, на которых охотится филин — серая цапля и глухарь. Предпочтения птицы кардинально отличаются в зависимости от территорий: в одних регионах пернатые составляют основу пищи хищника, в то время как в других их доля уменьшается до нескольких процентов, даже несмотря на изобилие. Сизый голубь, а местами вяхирь, являются одними из наиболее частых жертв хищника в европейских странах. Так, в Нидерландах оба вида составляют около трёх четвертей всей добычи как по количеству, так и по объёму. Не менее важную роль играют врановые, которые, в отличие от других воробьиных, ночуют открыто, а потому более уязвимы. Среди этого семейства как наиболее частые объекты охоты источники выделяют чёрную и серую ворон, галку, сойку, во́рона, грача, сороку, альпийскую галку, клушицу и кедровку.
Отряд курообразных представлен в рационе филина как минимум 17 видами. В Центральной и Западной Европе из основных объектов охоты называют лишь серую куропатку, которая иногда становится добычей в равнинной части Австрии. В лесных районах Скандинавии, Финляндии и европейской части России, где куриные являются чуть ли не единственными крупными зимующими пернатыми (не считая ворон и хищников), незаменимую роль играют тетерев-косач, глухарь, реже рябчик. На Кавказе и в Турции важными объектами охоты считаются европейский и азиатский кеклики, на Корейском полуострове — обыкновенный фазан. Фазан, а также красная, тундряная и белая куропатки иногда становятся жертвами филина в Европе.
Водные и околоводные птицы, в том числе кулики, утки, цапли и чайки, также могут играть существенную роль в питании, особенно на морских побережьях. В европейских источниках чаще всего фигурируют камышница, лысуха, кряква, озёрная чайка, чирок-свистунок. Некоторые пары живут в основном за счёт гнездящихся по соседству колониальных птиц: например, на небольших островах во французском департаменте Буш-дю-Рон хищники зависят от близлежащих поселений средиземноморской чайки. На побережьях Норвегии водные птицы, в том числе сизая чайка, атлантический тупик и обыкновенная гага, составляют более половины всей добычи. Аналогичные показатели приводятся для российского Приморья, где наиболее частая добыча — большая конюга. В отдельные годы в этом регионе филины переключаются на довольно крупного японского баклана. В водно-болотных угодьях Кореи более трети объёма добычи приходится на крякву и близкую к ней пестроносую крякву.
При случае филин охотится и на других птиц, в том числе мелких воробьиных, дрофиных, рябковых, попугаевых, кукушковых, стрижиных, дятловых и удодов.
Подтверждено, что филин нападает на других сов: в Швеции в погадках филина присутствовали остатки болотных сов, а при изучении питания филина на юге Польши было выяснено, что в его пище нередко встречались ушастая сова и домовый сыч.

#### Другие животные
Помимо млекопитающих и птиц, филин охотится на пресмыкающихся (ящериц, черепах, змей), земноводных, рыбу, крупных насекомых. В зависимости от места обитания этот корм может составлять более или менее существенную долю рациона: например, многие пресмыкающиеся и лягушки употребляются в пищу на Пиренейском полуострове. До 45 % всей добычи в норвежской провинции Ругаланн составляет травяная лягушка. Это же земноводное считается одним из наиболее значимых объектов охоты в южной Швеции, швейцарском кантоне Вале, швейцарской области Энгадин, итальянской провинции Вербано-Кузьо-Оссола и словацкой области Орава. В долине реки Пеледуй в Якутии и Печоро-Илычском заповеднике (Республика Коми) птица ловит рыбу, карауля её на берегу. Насекомые в рационе представлены преимущественно жужелицами и другими крупными сухопутными жуками.

## Размножение

### Брачный период
При достаточной кормовой базе филин в течение жизни не покидает свой участок, площадь которого варьируется от 15 до 80 кв. км. Территория тщательно охраняется птицей-хозяином от других филинов, что приводит к длительному, обычно пожизненному брачному союзу одних и тех же птиц. Начиная с октября, молодой самец кочует с места на место, периодически подзывая самку с вершины высокого дерева или другого возвышения — по этим громким звукам, известным как уханье, обычно узнают о присутствии птицы в округе. Сроки голосовой активности разнятся: согласно европейским источникам, её пик приходится на декабрь и январь, согласно российским — на февраль и март. Не одинокие самцы также ведут себя аналогичным образом, однако в их случае «поиск», как правило, начинается позже и не занимает слишком много времени, поскольку оседлая самка находится поблизости. В любом случае, брачный ритуал повторяется из года в год, пары образуются так же, как и в первый раз. В финальной стадии перекрикиваются обе птицы, при этом самец чаще всего держит тело выпрямленным горизонтально с приподнятым хвостом и слегка распущенными крыльями, а самка кланяется в такт. Элементы ухаживания могут также включать в себя обоюдное раскланивание, касание друг друга клювами и церемониальное кормление. Брачная активность заканчивается вместе c кладкой яиц.

### Гнездо и насиживание
Гнездовая постройка отсутствует, роль дополнительной подстилки могут играть только погадки. Яйца откладываются в углубление грунта, часто под покровом еловых веток, между корней и поваленных стволов, среди россыпи камней или в ином подобном укромном месте. Местом для гнезда также нередко может служить труднодоступный скалистый уступ, расщелина, вымоина и даже небольшая пещера.
На пересечённой местности — в горах, на крутых обрывах рек, в балках и оврагах птица отдаёт предпочтение более солнечным южным склонам. В отличие от своего близкого родственника — виргинского филина — обыкновенный очень редко занимает брошенные гнёзда других птиц; в Белоруссии чаще всего среди занимаемых фигурируют надземные постройки аистов и ястребиных пернатых. Ещё реже попадаются гнёзда в дуплах (их предпочитает, несмотря на свои размеры, более крупный рыбный филин). Одно и то же место иногда используется многократно, что особенно характерно для обрывистых скалистых склонов. Яйца откладываются рано, до таяния снега: на юге Франции — в промежутке между последними числами декабря и серединой марта, в Австрии и южной Германии — с конца февраля по начало марта, в Восточной Европе и Сибири — с конца марта до конца первой декады апреля. Полная кладка содержит от 2 до 6, чаще всего 3 или 4 яйца, которые откладываются с интервалом от 2 до 4 дней. Яйца белого цвета с шершавой скорлупой, округлой формы, размером 53—66×45—54 мм. Период инкубации одного яйца составляет от 32 до 35 дней. Насиживает исключительно самка, в то время как самец добывает и приносит ей корм.

### Птенцы
Птенцы вылупляются в том же порядке, что и были отложены яйца, но неравномерно: иногда два птенца появляются на свет почти одновременно, а иногда с интервалом в несколько дней. Вследствие этого в одном гнезде можно обнаружить несколько птенцов, сильно отличающихся друг от друга размерами и общим развитием. Только что появившиеся на свет совята весят около 60 г. Они незрячие и беспомощные, покрыты густым беловато-охристым пухом. В возрасте 4 дней открываются глаза, в возрасте около 20 дней первоначальный почти монотонный пуховой наряд сменяется более пёстрым нарядом из мелких пуховидных перьев (известных как мезоптиль), в котором белый фон перемежается множеством бурых пятен и полосок. Примерно в это же время сильно выросшие и окрепшие птенцы способны целиком проглотить небольшую добычу. За всё время кормления наличие гнезда выдают громкие и хриплые звуки «чииб», издаваемые птенцами по нескольку раз за минуту. При приближении к гнезду родителей этот сигнал присутствия сменяется на более быстрое щебетание «ука… ука… ука», символизирующее степень голода. Младшие часто не выдерживают конкуренции со старшими за доступ к еде и умирают от голода, либо становятся жертвой каннибализма. Орнитологи подчёркивают, что редкий среди сов каинизм в целом является характерной чертой для филинов. Взрослая самка первые три недели почти не покидает потомство, занимаясь разделыванием принесённой самцом добычи, кормлением и охраной птенцов, а после помогает самцу в добывании корма.
Сроки нахождения птенцов в пределах гнезда разнятся: если на ровном ландшафте они склонны к пешему изучению территории в возрасте 22—25 дней, то на скалистых уступах держатся вместе 5—7 недель, прежде чем появляются предпосылки для возможности полёта. К концу этого периода птенцы способны перепархивать на несколько метров, в возрасте двух месяцев преодолевают 100-метровую дистанцию, а ещё через 20—30 дней становятся самостоятельными. Они ещё какое-то время выпрашивают корм у родителей, прежде чем окончательно разлететься.

## Систематика
Филин впервые был описан шведским естествоиспытателем Карлом Линнеем в 1758 году в десятом переиздании «Системы природы» под биноменом Strix bubo. Линней определил местом обитания Европу. Типовой экземпляр был пойман в Швеции. Позже в 1805 году филин был отнесён французским зоологом Андре-Мари Дюмерилем к выделенному им же роду филинов (Bubo).
По некоторым данным, от филина произошли несколько других видов рода, или, по крайней мере, у них имелся общий предок.
Некоторые из представителей рода, такие, как фараонов филин (встречается в Северной Африке и на Аравийском полуострове) и бенгальский филин (распространён на Индийском субконтиненте) ранее считались подвидами филина, но были выделены в отдельные виды из-за генетических различий, разницы в размерах и по ряду других причин.

### Подвиды
Международный союз орнитологов выделяет у филина 16 подвидов:
| Подвид                                        | Распространение                                |
| --------------------------------------------- | ---------------------------------------------- |
| B. b. hispanus Rothschild & Hartert, 1910     | Пиренейский полуостров                         |
| B. b. bubo (Linnaeus, 1758)                   | от Скандинавии и Франции до западной России    |
| B. b. interpositus Rothschild & Hartert, 1910 | от Турции до Болгарии, Румыния, юг Украины     |
| B. b. nikolski Zarudny, 1905                  | от Ирака до Пакистана                          |
| B. b. ruthenus Buturlin & Zhitkov, 1906       | Европейская часть России                       |
| B. b. sibiricus (Gloger, 1833)                | Уральские горы, Сибирь                         |
| B. b. yenisseensis Buturlin, 1911             | Сибирь, север Монголии                         |
| B. b. jakutensis Buturlin, 1908               | Сибирь, Якутия                                 |
| B. b. turcomanus (Eversmann, 1835)            | Казахстан, Монголия, Китай                     |
| B. b. omissus Dementiev, 1933                 | от Ирана и Туркменистана до Китая              |
| B. b. hemachalanus Hume, 1873                 | Гималаи, Тибет                                 |
| B. b. tibetanus Bianchi, 1906                 | Тибетское нагорье                              |
| B. b. tarimensis Buturlin, 1928               | Таримская впадина, запад Китая, север Монголии |
| B. b. kiautschensis Reichenow, 1903           | Китай, Корейский полуостров                    |
| B. b. ussuriensis Poliakov, 1915              | Сибирь, Монголия, Китай                        |
| B. b. borissowi Hesse, 1915                   | Сахалин, Курильские острова                    |

## Охранный статус
По данным организации BirdLife International, площадь ареала филина составляет около 51 400 000 км². Количество половозрелых особей составляет 100 000-499 999 птиц. Общая и азиатская популяции отмечены как сокращающиеся, а европейская как увеличивающаяся (36 900-60 600 половозрелых особей). Международный союз охраны природы относит филина к видам, вызывающим наименьшие опасения (LC). Филин внесён в приложение II Конвенции о международной торговле видами дикой фауны и флоры, находящимися под угрозой исчезновения СИТЕС.

### Продолжительность жизни
Филин — одна из самых долгоживущих сов. Средняя продолжительность жизни составляет 12,1 года. В местах, где филин находится под охраной, он нередко доживает до 15-20 лет. Максимальная зафиксированная продолжительность жизни составила 27 лет и 9 месяцев. Как и некоторые другие птицы, в неволе филины живут намного дольше. У взрослых особей обычно нет естественных врагов, поэтому они считаются высшими хищниками. Основными причинами гибели птиц являются смерть от удара электрическим током, дорожно-транспортные происшествия и браконьерство.